# Миливоје Поповић
Др Миливоје Поповић (Власотинце, 1947) био је лекар и неонатолог.

## Биографија
Рођен је у Власотинцу 1947. године. Медицински факултет завршио је 1972. године. Специјалистички испит из педијатрије завршио је у Институту за здравствену заштиту мајке и детета на Новом Београду 1980. године. Одласком др Јовића у пензију, место начелника преузима др Миливоје Поповић. Био је шеф одсека, а од 1979. године шеф одељења за неонатологије. Учесник је у организацији Првог стручног састанка неонатолога Србије у Лесковцу 1977. године. Био је члан председништва Секције за перинаталну медицину СЛД. Ментор дела специјалистичког стажа из неонатологије. Од 1996. године ради ултразвук мозга новорођенчета. Начелник одељења неонатологије од 1989. године. Неонатално одељење увело је програм baby-friendly, 1999. године. Кадровски потенцијал задовољава на свим нивоима. Средњи кадар добро и савремено едукован за све послове. У погледу опремљености постоје потребе које ће се реализовати кроз програм развоја перинатологије.